# Djedefptah
Djedefptah was de achtste en laatste koning (farao) van de 4e dynastie. Djedefptah is ook wel bekend onder andere namen, te weten Thamphtis en Ptahefdjed.

## Biografie
Djedefptah was een farao die zijn vader Sjepseskaf opvolgde en regeerde van 2506 tot 2504 v. Chr. Hij regeerde volgens de Turijnse papyrus 2 jaar, Manetho geeft hem negen jaar. In de loop van de tijd zijn er geen sporen van hem overgebleven. Het enige wat wij weten is dat hij een zoon van Sjepseskaf en Boenefer was.

## Bron
- Www.narmer.pl/indexen[dode link]